# Ministère de la Fonction publique et de la Réforme administrative (Niger)
Le ministère de la Fonction publique, du Travail et de l'Emploi au Niger est le ministère chargé des affaires de la fonction publique et du travail au Niger.

## Description

### Siège
Le ministère de la Fonction publique, du Travail et de l'Emploi du Niger a son siège à Niamey.

### Attributions
Ce département ministériel du gouvernement nigérien est chargé de la conception, de la mise en œuvre et le suivi de la politique de l’État en matière de la reforme de l'administration et de la fonction publique.

### Ministres
La ministre de la Fonction publique, du Travail et de l'Emploi du Niger est Aissatou Abdoulaye Tondi.